# 三机村
三机村（みつくえむら）は、1956年（昭和31年）まで愛媛県西宇和郡にあった村である。西隣の四ツ浜村と合併し瀬戸町となり、自治体としての歴史は閉じた。瀬戸町は平成の合併により<新>伊方町となっている。地域名としての「三机」は三机小学校などに残っている。
現在の西宇和郡伊方町の中部、佐田岬半島のほぼ中央に位置する農漁村であった。

## 地理
現在の伊方町の中部。佐田岬半島のほぼ中央で、北を伊予灘に、南を宇和海に面している。中央には南北に佐田岬半島の背稜部を形成する山地が東西に横たわっている。東を伊方町（旧、1955年3月に合併し成立）に、西は四ツ浜村に接している。
伊予灘側は総じて険しい海岸が続くが、半島の北側最大となる入り江・三机湾がある。三机湾には別名曲がり橋立と呼ばれる砂嘴が形成されている。藩政期には宇和島藩のみならず、薩摩藩や熊本藩などの参勤交代の中継地でもあった。伊予灘側（北）の三机湾最奥の小振と宇和海側（南）の塩成との間は半島の幅が約700メートルと最も狭く、藩政期には堀切の計画もあった。
地名の由来
- 古くは「御着江」とも書き、宇佐八幡の分霊が漂着した地とされる。

## 社会

### 地域・集落
藩政期には、一帯は三机浦と総称され、三机本浦（もとうら）のほか、足成（あしなる）、大江（おおえ）、志津（しつ）、小島（こじま）、神崎（こうざき）、釜木（かまぎ）、塩成（しおなし）、川之浜（かわのはま）の8つの枝浦に編成されていた。
明治になって町村制が実施され、足成、塩成、三机、大江、志津、小島の6つの村が合併し三机村になった。大字制は採らず、6村それぞれが小字として明治以降も続いた。瀬戸町の時期を経て、平成の合併により伊方町になっても大字制度は採っていない。

### 行政
役場は字三机におかれていた。

### 人口・世帯数
- 1904年（明治37年）　6103人、1006戸
- 1913年（大正2年）　6917人、1080戸
- 1921年（大正10年）　6619人、1039戸
- 1954年（昭和29年）　5622人、1243戸

### 教育
- 三机小学校　当村域に現存[1]。

1873年（明治6年）11月三机浦学校として開設、1882年（明治15年）4月から翌年の1月にかけて第一分校（塩成）、第二分校（大江）、第三分校（足成）が相次ぎ発足、尋常小学校、国民学校の時期を経て、学制の改革により1947年（昭和22年）4月三机小学校となる。三机村、瀬戸町、伊方町と町村合併による設置者の変遷を経て現在に至る。
現在の三机小学校の所在地　愛媛県西宇和郡伊方町三机乙2515
- 塩成小学校

1882年三机浦学校の第一分校として設置。2009年（平成21年）三机小学校に統合。これにより旧一村一小学校となる。
- 三机第二小学校

1977年（昭和52年）三机小学校へ統合。
- 大江小学校

1977年（昭和52年）三机小学校へ統合。
- 三机中学校　統合後「瀬戸中学校」として継承。

第二次世界大戦後の学制の改革により1947年（昭和22年）4月三机中学校発足。1978年（昭和53年）三机第二中学校を統合、1994年（平成6年）4月に瀬戸町内の2つの中学校である三机中学校と四ッ浜中学校とが統合、新たに瀬戸中学校となり、現在に至る。
参考　現在の瀬戸中学校の所在地　愛媛県西宇和郡伊方町三机乙3305番地1

## 歴史
古代 - 中世
- 中世には宇都宮房綱の所領の一部であったとされる。
- 天正年間に宇都宮氏の家臣の井上重房が砦を築いた。これにより海賊の横行が抑えられ、里民に歓迎される。後に中尾城は天正年間に長宗我部氏の侵攻により落城。天正15年重房没。

藩政期
- 宇和島藩領。
庄屋は、初代は三机兵助、その後井上家、兵頭家、菊池家と受け継がれた。
- 1610年（慶長15年） - 宇和島藩主・富田信高による塩成堀切の掘削工事開始。
御鼻（佐田岬半島突端）回りを回避し、危険を避けるとともに経路短縮しようという壮大な構想ながら、1612年（慶長17年）中止。翌年信高は改易されるが、多数の人員が動員され、村人は困惑していたこともあり、村人の間には三崎観音のたたりではないかとのうわさが立ったという。
- 後に宇和島藩に入った伊達家は北の要所として三机を重視し、番所を置いた。参勤交代のルートはいったん半島に上がり堀切越えで三机に入りまた船に乗り換えるルートとした。中継地として三机には17軒の主要商家が並び「三机百軒」と呼ばれる町屋が形成された。
- 1864年（元治元年） - 第一回長州征伐に際して三机に宇和島藩兵士らが参集。

明治以降
- 1868年（明治元年） - 宇和島藩兵が箱館征討のため三机に召集。
- 1874年（明治7年） - 御番所跡に三机小学校開設。
- 1874年（明治7年） - 三机郵便局開設。
- 1875年（明治8年） - 三机巡査屯所開設、後に八幡浜警察署三机分署となり町見村より西の5村を管轄する（1902年（明治35年）まで）。
- 1888年（明治21年） - 三机登記所開設。

三机村成立後
- 1889年（明治22年）12月15日 - 明治の町村制・市制施行時に、6箇村が合併し三机村となる。
- 1899年（明治32年） - 缶詰工場設立。
- 1899年（明治32年） - 三机銀行設立[3]。
- 1903年（明治36年） - 各字に漁業組合設立。
- 1905年（明治38年） - 奥山又三郎が鰯巾着網・鯛縛網を導入、漁業一段と盛んになる。
- 1905年（明治38年） - 三机遠海出漁組合設立。
- 1907年（明治40年） - 三机港 - 三津浜港の定期航路開設。
- 1913年（大正2年） - 三机港 - 宇品港の定期航路開設。
- 1937年（昭和12年） -  三机湾が海軍特殊潜航艇の訓練地となる（終戦まで）[4]。
1966年（昭和41年） - 三机湾に面した須賀公園に九軍神の碑建立。
- 1947年（昭和22年） - 三机中学校開校。
- 1951年（昭和26年） - 三机と八幡浜との間にバスが開通。
- 1956年（昭和31年）6月1日 - 四ツ浜村と合併、町制施行により瀬戸町となる。

```
三机村の系譜
（町村制実施以前の村）　（明治期）
　　　　　　　　　　　町村制施行時
足成浦　　━━━┓
塩成浦　　━━━┫
三机浦　　━━━╋━━━　三机村　━━━━━━┓
大江浦　　━━━┫　　　　　　　　　　　　　　┃　　　合併、町制
志津浦　　━━━┫　　　　　　　　　　　　　　┃（昭和30年6月1日）
小島浦　　━━━┛　　　　　　　　　　　　　　┣━━━　瀬戸町
川之浜浦　━━━┓　　　　 　                 ┃
大久浦　　━━━╋━━━　四ツ浜村　━━━━━┛
田部浦　　━━━┫
神崎浦　　━━━┛

（注記）瀬戸町の平成の合併の系譜については、瀬戸町又は伊方町の記事を参照のこと。

```

## 産業
三机は佐田岬半島の海産物を中心とした物資の集散地として発展した。

### 漁業
藩政期から鰯漁がさかんで、また天然の良港である三机には愛媛県下2番目に缶詰工場まで設置され、鯛の縛網は昭和初期には5統にのぼった。しかしながら、太平洋戦争を境に沿岸漁業は衰退の道を辿った。

### 農業
漁業や商業が衰退してからは、農業が主力産業となった。その他農産物では、米、麦、甘藷類。漁業、商業という産業が盛んであった裏返しとして、少雨の傾斜地でも成立する甘夏柑など柑橘農業への転換は他の地に比較するとやや遅れを取った。

### 商業
三机は佐田岬半島の伊予灘側には珍しい天然の良港で、また藩政期には参勤交代の立ち寄り地となり、番所もおかれていた。明治以降も物資の集散地として発展した。回船問屋「魚屋」は200年も続いた老舗であったが、太平洋戦争による船舶徴用により、廃業してしまった。戦後、陸地の交通が発達するにつれて、良港を持つ有利さが失われ、村勢も衰退へと向かった。

## 交通
鉄道は通っていない。山が海に迫る地形の関係から陸路の交通は不便で海上を浦々にめぐる船が重要な交通手段であった。佐田岬半島の北側（伊予灘）の地域としては珍しく、深く切れ込んだ三机湾が形成され、三机港が設置されている。須賀の浜と呼ばれウバメガシに覆われた砂嘴が天然の防波堤となっている。藩政期には参勤交代の際の立ち寄り地でもあった。
戦後になって、八幡浜と三机とを結ぶバス路線が開通している。

## 名所
- 三机湾